# Kyperská rallye 2004

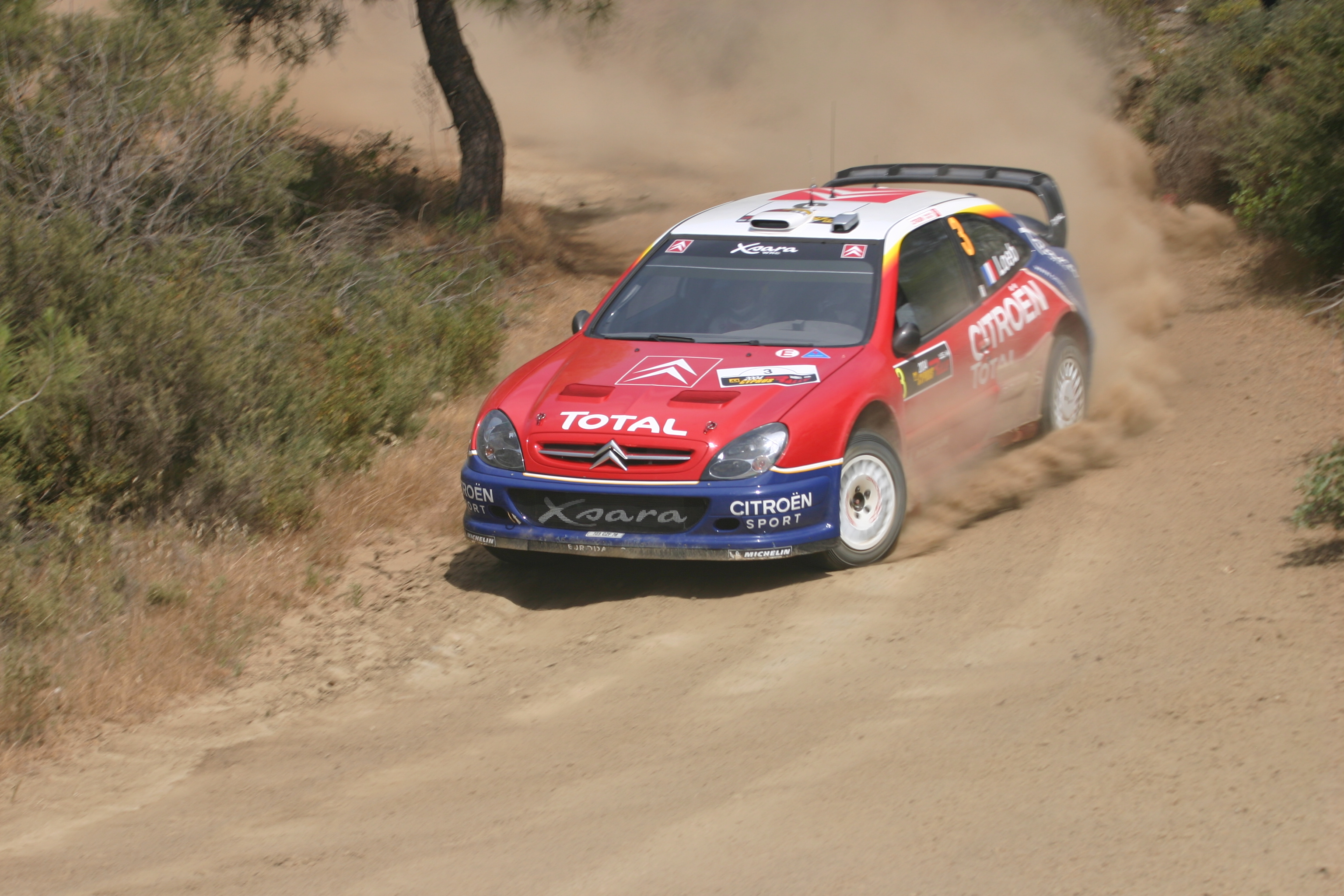
Sebastien Loeb

Kyperská rallye 2004 byla pátou soutěží mistrovství světa v rallye 2004. Soutěž se jela v dnech 14. až 16. května a měřila 326,68 km. Zvítězil zde Sebastien Loeb s vozem Citroën Xsara WRC.

## Průběh soutěže

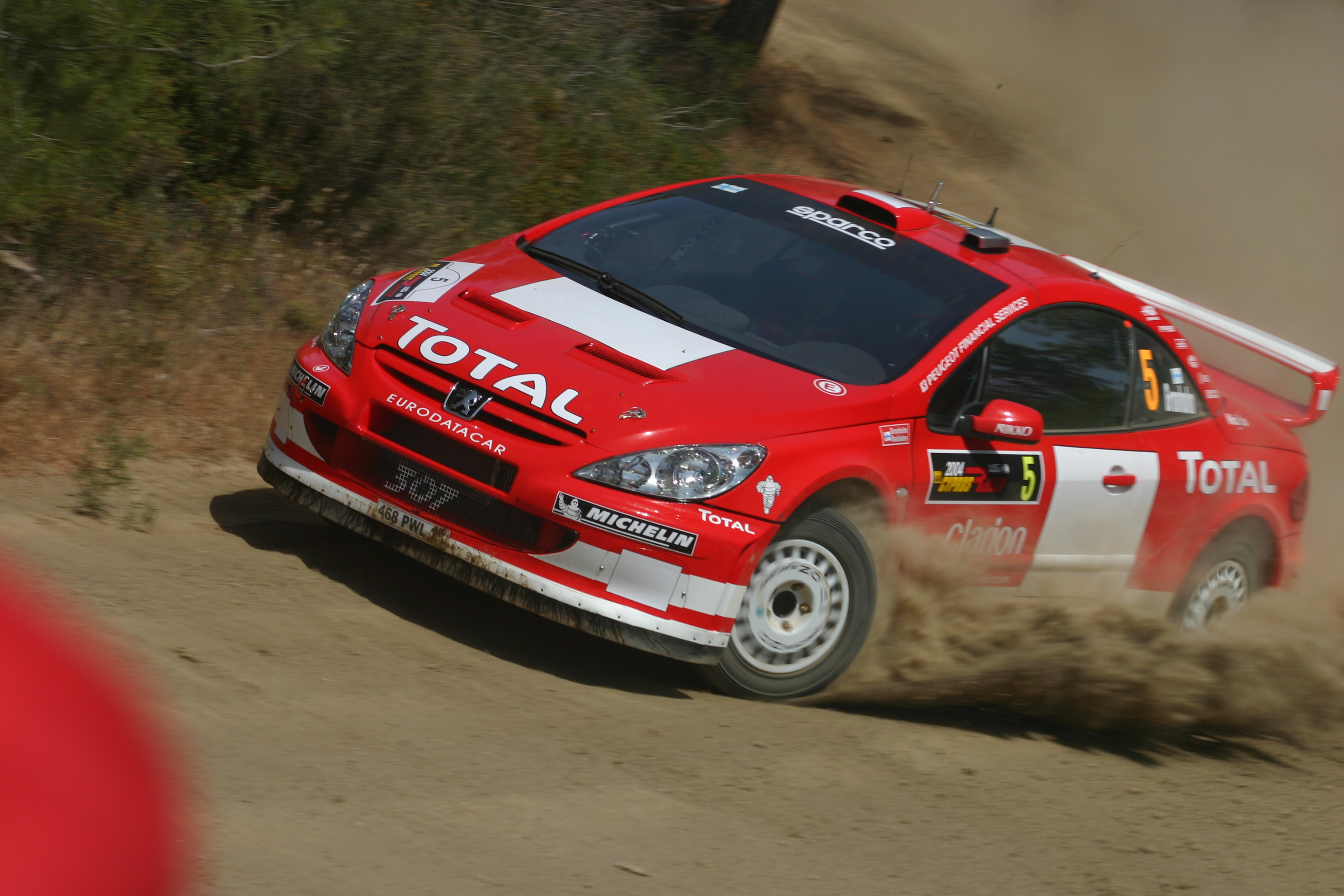
Marcus Grönholm

V celé soutěži dominoval Marcus Grönholm s vozem Peugeot 307 CC WRC. Ten v soutěži nakonec i zvítězil. Ve vedení byl od čtvrté rychlostní zkoušky. Druhý jezdec týmu Peugeot Sport Harri Rovanperä skončil po problémech s převodovkou pátý. Celý tým byl ale po soutěži diskvalifikován pro použití neregulérních vodních pump. Loeb se odpočátku držel na druhé pozici a po diskvalifikaci zvítězil. Carlos Sainz dokončil s druhým Citroënem soutěž na čtvrté pozici. Francois Duval s vozem Ford Focus RS WRC odstoupil po uražení kola v prvním testu. Druhý jezdec týmu Ford M-Sport Markko Märtin dokončil soutěž na třetí pozici. Petter Solberg zvítězil v prvních třech testech, ale pak jej zpomalily problémy s přehříváním. Nakonec skončil šestý a sedmý byl jeho týmový kolega Mikko Hirvonen. Odstoupit museli oba jezdci týmu Mitsubishi Motors Motor Sport v osmém testu.

## Výsledky

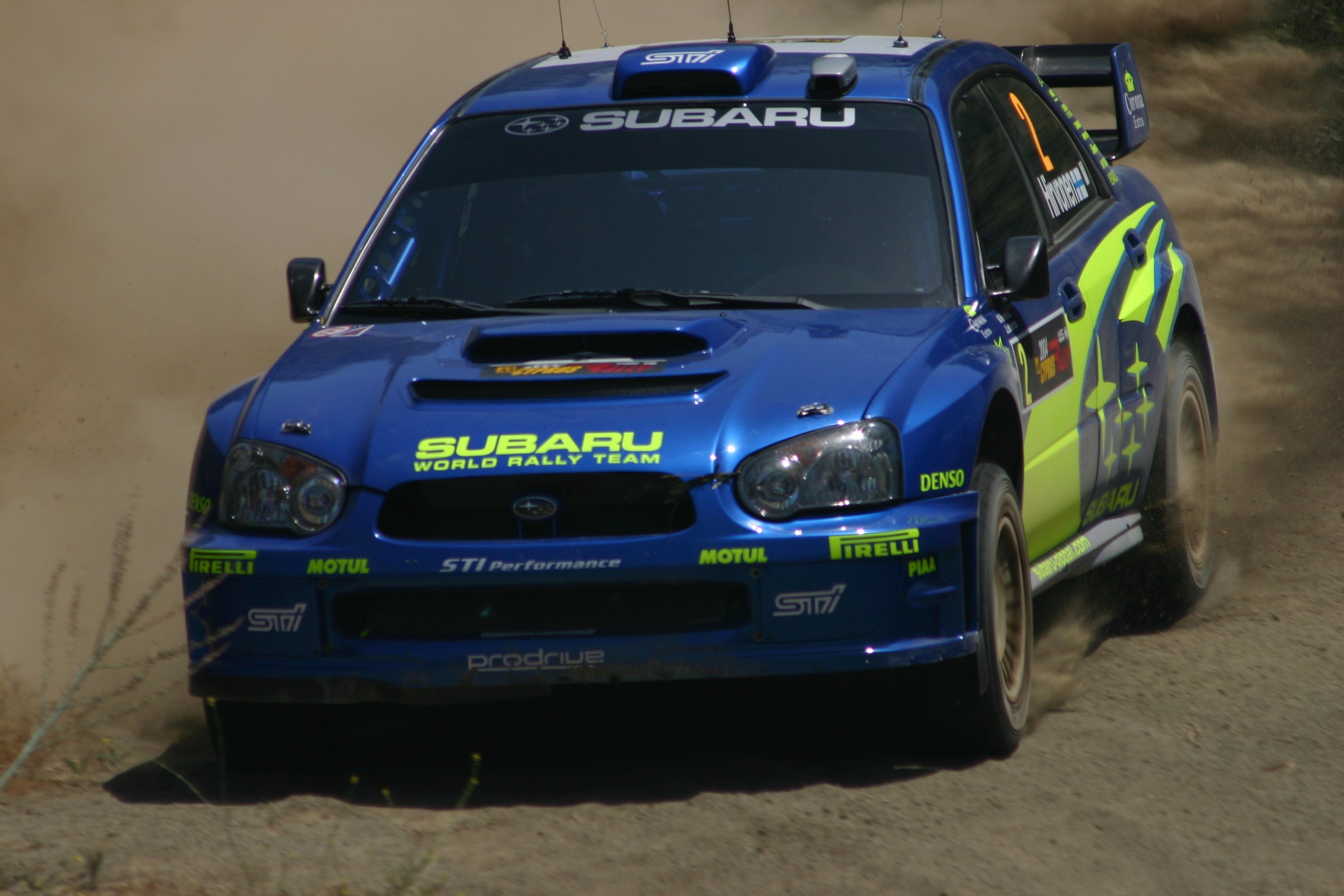
Mikko Hirvonen

1. Sebastian Loeb, Daniel Elena - Citroën Xsara WRC
2. Markko Märtin, Michael Park - Ford Focus RS WRC
3. Carlos Sainz, Marti - Citroën Xsara WRC
4. Petter Solberg, Phil Mills - Subaru Impreza WRC
5. Mikko Hirvonen, Lehtinen - Subaru Impreza WRC
6. Jane Tuohino, Aho - Ford Focus RS WRC
7. Ginley, Kennedy - Subaru Impreza WRC
8. Miguel Campos, Da Silva - Peugeot 206 WRC
9. Tsouloftas, S. Laos - Mitsubishi Lancer EVO VI
10. Koutsakos, P. Laos - Peugeot 306 GTI